# Bolitoglossa indio
Bolitoglossa indio es una especie de salamandras en la familia Plethodontidae.
Es endémica del departamento de Río San Juan, Nicaragua.

## Estado de conservación
Se encuentra ligeramente amenazada por la pérdida de su hábitat natural.